# Николсон, Уильям (художник)
Сэр Уильям Ньюзем Приор Николсон (англ. William Nicholson; 5 февраля 1872, Ньюарк-он-Трент — 16 мая 1949, Блоубери) — английский художник, график и детский писатель.

## Биография
Уильям Николсон родился в семье фабриканта. Живопись изучал в художественной школе Губерта фон Геркомера. Совместно со своим шурином Джеймсом Прайдом, Николсон открывает художественное ателье, где они работают в период с 1894 по 1898 год, и в котором выпускались великолепные графические работы и ксилографии, предназначенные для плакатов в стиле модерн. Николсон и Прайд стали новаторами плакатного дела в Англии конца XIX столетия. Им принадлежит идея уменьшения до минимума размеров текста на листе с тем, чтобы как можно выгоднее подать изображение. Художники упростили проведение линий рисунка и уменьшили количество используемых цветов. Работы Николсона и Прайда оказали влияние на развитие плаката в Германии и Франции начала XX века.
После 1900 года Николсон, по совету Уистлера, всё больше внимания уделяет живописи. На художественных соревнованиях во время Олимпийских игр в Амстердаме (1928 год) он завоёвывает золотую медаль в области графики. В 1936 году он был посвящён в рыцари.
У. Николсон был также известен как книжный иллюстратор (например, произведений Роберта Грейвса) и автор детских книг («Clever Bill» (1928), «The Pirate Twins» (1929)). Занимался созданием церковных витражей.
У. Николсон — отец художника-абстракциониста Бена Николсона. Николсон — один из наставников Уинстона Черчилля в живописи.